# Battledore and Shuttlecock

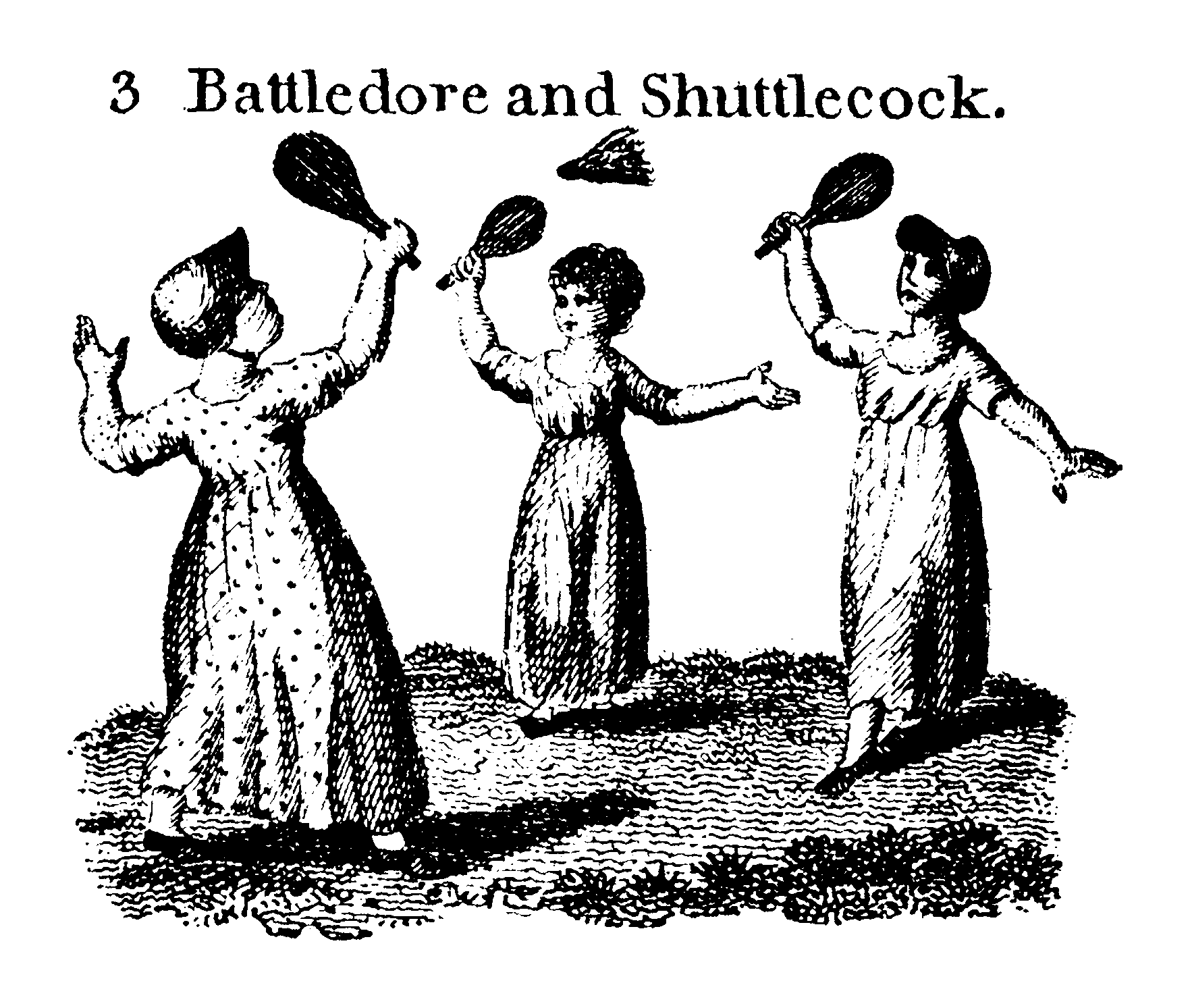
El juego de Battledore and Shuttlecock.

Battledore and Shuttlecock, o jeu de volant, es un juego precursor al bádminton moderno. Una partida se juega por dos o más personas usando pequeñas raquetas (battledores), hechas de pergamino o hilos de vísceras extendidas sobre marcos de madera, y un volante, hecho de una base de algún material ligero, como corcho, con plumas recortadas fijadas alrededor de la parte superior. El objetivo es que los jugadores se pasen el volante de uno a otro tantas veces como sea posible intentando que no caiga al suelo.

## Historia

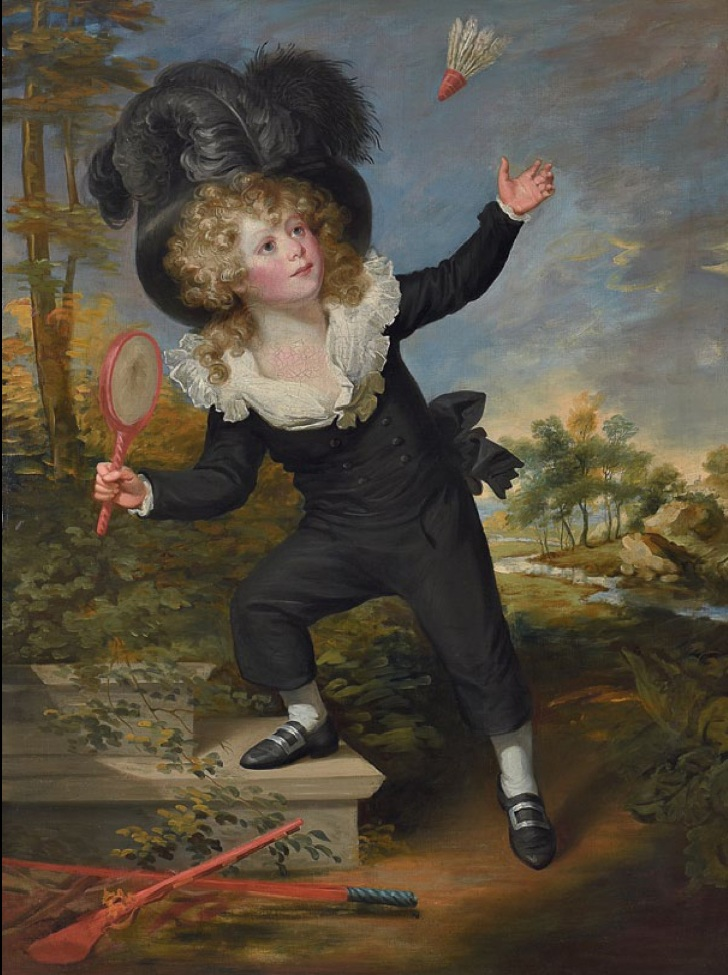
Kenneth Dixon jugando al Battledore and Shuttlecock. William Beechey, c. 1790.

Los juegos con volante existen desde hace 2000 años y se hicieron populares en India, China, Japón y Siam. Los pueblos indígenas de América jugaban también a juegos tradicionales de volantes, incluidos los Kwakiutl, Pima, Salish, y Zuñi; a menudo se jugaban con una lanzadera emplumada hecha de hojas de maíz o ramitas y, a veces, con una espada de madera. En Europa, los niños jugaron a la espada y al volante durante siglos, y se han encontrado dibujos antiguos que parecen representar el juego en la Antigua Grecia. Su desarrollo moderno más popular es el deporte del bádminton.